# Parti travailliste unifié (Papouasie-Nouvelle-Guinée)
Pour les articles homonymes, voir Parti travailliste et Parti travailliste unifié.
Le Parti travailliste unifié (en anglais, United Labour Party) est un parti politique papou-néo-guinéen fondé en 2019. Comme les autres partis travaillistes à travers le monde, il est lié de près au mouvement syndical, et se présente comme défendant les intérêts des travailleurs.

## Antécédents
Le Pangu Pati, le plus vieux parti du pays, est co-fondé en 1967 par le syndicaliste Albert Maori Kiki, et d'autres syndicalistes en sont membres. Il est initialement perçu comme davantage porté sur les intérêts des travailleurs, et comme davantage protectionniste, que le Parti pour le progrès populaire, autre grand parti des années qui suivent l'indépendance du pays en 1975, celui-ci étant vu comme « pro-entreprises » et favorable à la participation d'entreprises étrangères à l'économie du pays. Ces différences de positionnement s'estompent toutefois très rapidement, et le Pangu Pati n'est pas un parti syndical.
Le Congrès des syndicats de Papouasie-Nouvelle-Guinée (PNGTUC) fonde en 2001 le Parti travailliste de Papouasie-Nouvelle-Guinée. John Paska, le secrétaire-général du PNGTUC, mène le jeune parti aux élections législatives de 2002, mais les travaillistes n'obtiennent qu'un député, Bob Danaya. Ce dernier est à nouveau le seul parlementaire travailliste durant la législature 2007-2012. Il perd son siège aux élections de 2012 ; le parti ne présente aucun candidat à celles de 2017 et se dissout peu après.
Il existe un Parti travailliste populaire, fondé par l'homme d'affaires Peter Yama en 2001, mais il n'est pas affilié au mouvement syndical,.

## Histoire
Le parti est formellement fondé le 5 novembre 2019 à Port-Moresby par neuf députés ayant quitté leurs partis respectifs, et en présence de la secrétaire-générale du PNGTUC Clemence Kanau, ainsi que de John Paska, désormais président du congrès syndical. Sam Basil, le ministre de la Planification nationale, devient le chef inaugural du nouveau parti. Ce dernier précise que le parti travaillera en étroit accord avec les syndicats, pour défendre les intérêts des classes ouvrières, qu'il définit comme étant les ouvriers des secteurs industriels mais aussi les travailleurs ruraux - tous ceux qui vivent de leur salaire et ne sont pas en mesure de créer leur propre entreprise. Le parti se veut « le porte-parole au Parlement des syndicats et des Papou-Néo-Guinéens de la classe ouvrière » pour défendre leurs conditions de travail et leurs salaires. Le parti veut également défendre l'application des conventions de Organisation internationale du travail ratifiées par la Papouasie-Nouvelle-Guinée, et défendre les droits des femmes.
Les neuf députés fondateurs du parti sont Sam Basil, Lekwa Gure, Koni Iguan, Moriape Kavori, Chris Nangoi, Fabian Pok, Wesley Raminai, Peter Sapia et Kennedy Wenge. Un dixième député, Thomas Pelika, devait en être mais est décédé quelques jours avant le lancement du parti. À sa création, le parti est membre de la majorité parlementaire du gouvernement de coalition du Premier ministre James Marape.
Son chef et fondateur Sam Basil meurt dans un accident de la route peu avant les élections législatives de 2022, auxquelles le parti remporte trois sièges : Ses députés sont alors Koni Iguan, Raphael Tonpi, et Sam Basil Junior qui remporte la circonscription de Bulolo laissée vacante par son père. Lekwa Gure, devenu chef du parti après la mort de Sam Basil, est battu dans sa circonscription de Rigo par Sir Ano Pala du Pangu Pati,.